# Trainer Glacier
Trainer Glacier är en glaciär i Antarktis. Den ligger i Östantarktis. Nya Zeeland gör anspråk på området. Trainer Glacier ligger 1 156 meter över havet.
Terrängen runt Trainer Glacier är kuperad norrut, men söderut är den bergig. Trakten är obefolkad. Det finns inga samhällen i närheten.